# Eduardo Gimpert Paut
Eduardo Gimpert Paut, (* Constitución, 20 de julio de 1867 - † Valparaíso, 29 de agosto de 1937). Fue el primer obispo de Valparaíso.

## Primeros años de vida
Fue hijo de Eduardo Gimpert y Carolina Paut da Silva, de origen brasileño.
Estudio en el seminario de Talca y en el de Santiago, siendo ordenado sacerdote el 21 de julio de 1889.

## Vida pública
Fue profesor y ministro del seminario de Santiago hasta 1896, año en que es elegido por el obispo Mariano Casanova para ser párroco de San Isidro en Santiago, ocupó ese cargo hasta 1896, año en que asume la gobernación eclesiástica de Valparaíso.

## Gobernador eclesiástico a obispo
En 1906 es designado gobernador eclesiástico, y el 27 de abril de 1916 es designado obispo titular de Equinos por el papa Benedicto XV, nueve años antes de la creación de la diócesis. Su consagración episcopal tuvo lugar el día 28 de octubre del mismo año, en la parroquia Espíritu Santo de Valparaíso, actual catedral, siendo consagrante Ramón Ángel Jara, obispo de La Serena, y el cual sería asistido por los obispos Eduardo Solar y Rafael Edwards Salas.
Asumió la diócesis el 30 de abril de 1926.

## Fundación de la universidad
Debido a la iniciativa de la naciente diócesis de Valparaíso y de su primer obispo, se funda la Universidad Católica de Valparaíso, (actualmente se ha agregado a su nombre el de Pontificia). Es la primera obra en su género, nacida en el puerto. 
La Universidad Católica de Valparaíso se creó oficialmente el 15 de marzo de 1928 por decreto del obispo Gimpert. El mismo nombró a Rubén Castro Rojas como rector de la universidad.